# Drepanogynis olivina
Drepanogynis olivina là một loài bướm đêm trong họ Geometridae.